# Humlin
Humlin – część wsi Koszanowo w Polsce położona w województwie kujawsko-pomorskim, w powiecie włocławskim, w gminie Włocławek.
Wieś duchowna, własność kapituły gnieźnieńskiej, położona była w II połowie XVI wieku w powiecie brzeskokujawskim województwa brzeskokujawskiego. W latach 1975–1998 Humlin administracyjnie należał do województwa włocławskiego.